# Sybra sibuyana
Sybra sibuyana là một loài bọ cánh cứng trong họ Cerambycidae.